# Alioune Badara Mbengue
 (octobre 2024).
 (octobre 2024).
Pour les articles homonymes, voir Mbengue.
Alioune Badara Mbengue, né le 1er février 1924 à Fatick, au Sénégal, et mort le 12 novembre 1992 à Tremblay-en-France, est un homme politique sénégalais, plusieurs fois ministre et diplomate.

## Formation
- École primaire de Fatick
- E.P.S de Dakar
- École normale William-Ponty de Sébikotane.

## Carrière

### Carrière professionnelle
Le 4 octobre 1946, il est affecté à l'école primaire de Ndioloffène à Saint-Louis.
Le 24 novembre 1948, il sera affecté à l'école des champs de courses de Dakar. Instituteur laborieux, il a su se faire distinguer par ses chefs hiérarchiques comme l'attestent les observations dans ses bulletins de notes et les différents rapports d'inspection de l'enseignement colonial. 
Le 1er novembre 1951, il quitte l'enseignement pour servir en qualité de chef de bureau de l'administration générale à l'Institut français d'Afrique noire (IFAN)

### Carrière politique
En 1948, Alioune Badara Mbengue adhéra au Bloc démocratique sénégalais (BDS). Il n'avait que 24 ans quand il fut reconnu comme un militant engagé et désigné comme tel parmi les membres du Comité d'organisation du premier congrès constitutif du BDS tenu à Thiès en 1949. 
En 1950, lors du congrès ordinaire de ce parti tenu à Mbour, il sera élu avec Aynina Fall secrétaire général adjoint.
De 1950 à 1956, il fut rédacteur en chef du journal Condition Humaine, organe du Bloc démocratique sénégalais. 
De 1956 à 1957, rédacteur en chef de L'Unité, organe du Bloc populaire sénégalais (BPS).
De 1957 à 1959, Conseiller territorial du Sénégal. 
De 1959 à 1960, il est député à l'Assemblée Législative.
Premier adjoint au Maire de Rufisque de 1955 à 1960 et conseiller municipal de Dakar en 1964.

### Carrière ministérielle, parlementaire et diplomatique
En 1957, il est Ministre du Travail et des Affaires Sociales dans le premier Gouvernement du Sénégal issu de la loi cadre et présidé par Pierre Lami et Mamadou Dia.
De 1960 - 62, il est ministre des Travaux publics, des Transports et des Mines dans le gouvernement de Mamadou Dia
En 1962, il est ministre du Commerce de l'Industrie et du Tourisme.
De 1962-63, il est ministre des Travaux Publics, de l'habitat et de l'Urbanisme,
De 1963-68, il est ministre de la Justice, Garde des Sceaux.
De mars 1968 à juin 1968, il est ministre des Affaires étrangères en remplacement de Doudou Thiam. Il fut remplacé à ce poste par Amadou Karim Gaye.
De 1968 à 1970, il est député et vice-président de l'Assemblée nationale.
De 1970 à 1974, il est nommé ambassadeur du Sénégal à Londres. 
De 1974 à 1982, il est ministre d'État chargé de la Justice, Garde des Sceaux dans le gouvernement de Abdou Diouf.
De 1982 à 1983, il est député et vice-président de l'Assemblée nationale. 
Alioune Badara Mbengue a été président du Conseil d'administration de la Senelec de 1983 à 1992.
Alioune Badara Mbengue est titulaire de plusieurs décorations nationales et étrangères.

## Famille
Il est le fils de Ndiaga Mbengue et Seynabou Thiomba.
Ses épouses sont : Adja Fatou Mbacké Sy, Fatou Soumaré et Coumba Diakhaté. 
Il était le grand-père d'Alioune Badara Robert Mbengue, Fatou Mary Mbengue, Alioune Badara Mbengue.